# Sean Strickland
Sean Thomas Strickland (Anaheim, California; 27 de febrero de 1991) es un artista marcial mixto estadounidense que compite en la división de peso mediano de la Ultimate Fighting Championship, donde ha sido campeón del Campeonato Mundial de Peso Medio de UFC en una ocasión.Desde el 11 de febrero de 2025, ocupa el puesto #2 en la clasificación de peso mediano de UFC y desde el 11 de febrero de 2025 el puesto #15 en el ranking libra por libra de UFC.

## Biografía

### Primeros años
Creció en Corona, California, en un hogar con abusos. Enfadado por las circunstancias de su hogar, fue expulsado de todas las escuelas a las que asistió. Comenzó a entrenar en artes marciales mixtas a los 14 años y se convirtió en profesional a los dieciséis años.

### Vida personal
En diciembre de 2018 Strickland fue atropellado por un coche mientras conducía una motocicleta en Los Ángeles, dejándolo inconsciente. Sufrió numerosas lesiones y necesitó una operación de rodilla tras el accidente.
Strickland reveló en una entrevista que de joven era un neonazi, antes de hacerse amigo de personas de diferentes razas que, según él, lo ayudaron a cambiar su mentalidad. Declaró: «Si no estuviera en UFC, probablemente estaría cocinando metanfetamina en un tráiler». Su padre falleció como resultado de un cáncer.
Es agnóstico.

## Carrera en las artes marciales mixtas

### King of the Cage
Strickland hizo su debut profesional en 2008 para la promoción King of the Cage y compiló un récord invicto de 9 a 0 antes de enfrentarse a Josh Bryant en una pelea por el Campeonato de peso medio de King of the Cage en KOTC: Unification el 9 de diciembre de 2012. Ganó por decisión dividida y luego defendió con éxito su título tres veces antes de ser contratado por la UFC.

### Ultimate Fighting Championship
Debutó en la UFC contra Bubba McDaniel el 15 de marzo de 2014 en UFC 171. Ganó el combate por sumisión en el primer asalto.
Se enfrentó a Luke Barnatt el 31 de mayo de 2014 en UFC Fight Night: Muñoz vs. Mousasi. Ganó el combate por decisión dividida.
Se enfrentó a Santiago Ponzinibbio el 22 de febrero de 2015 en UFC Fight Night: Bigfoot vs. Mir. Perdió el combate por decisión unánime.
Se enfrentó a Igor Araújo el 15 de julio de 2015 en UFC Fight Night: Mir vs. Duffee. Ganó el combate por decisión unánime.
Se enfrentó a Alex Garcia el 21 de febrero de 2016 en UFC Fight Night: Cerrone vs. Oliveira. Ganó el combate por TKO en el tercer asalto.
Se enfrentó a Tom Breese el 4 de junio de 2016 en UFC 199. Ganó el combate por decisión dividida.
Se esperaba que se enfrentara a Tim Means el 20 de agosto de 2016 en UFC 202. Sin embargo, se retiró del combate a principios de agosto alegando una lesión de rodilla. Fue sustituido por Sabah Homasi.
Se enfrentó a Kamaru Usman el 8 de abril de 2017 en UFC 210. Perdió el combate por decisión unánime.
Se enfrentó a Court McGee el 11 de noviembre de 2017 en UFC Fight Night: Poirier vs. Pettis. Ganó el combate por decisión unánime.
Se enfrentó a Elizeu Zaleski dos Santos el 12 de mayo de 2018 en UFC 224. Perdió el combate por KO en el primer asalto.
Se enfrentó a Nordine Taleb el 27 de octubre de 2018 en UFC Fight Night: Volkan vs. Smith. Ganó el combate por TKO en el segundo asalto. Se convirtió en un agente libre después del combate, al terminar su contrato.
Volviendo de un parón de dos años tras un accidente de moto, se esperaba que se enfrentara a Wellington Turman el 31 de octubre de 2020 en UFC Fight Night: Hall vs. Silva. Sin embargo, el 29 de septiembre, Turman se retiró debido a las secuelas del COVID-19 que le impidieron entrenar después de su cuarentena de dos semanas, el 2 de septiembre, y fue sustituido por Jack Marshman. En el pesaje, Marshman pesó 187.5 libras, una libra y media por encima del límite del combate de peso medio sin título. El combate se desarrolló en el peso acordado y Marshman fue multado con un porcentaje de sus ganancias, que fueron a parar a Strickland. Ganó el combate por decisión unánime.
Se enfrentó a Brendan Allen el 14 de noviembre de 2020 en UFC Fight Night: Felder vs. dos Anjos. Ganó el combate por TKO en el segundo asalto. Esta victoria le valió el premio a la Actuación de la noche.
Se enfrentó a Krzysztof Jotko el 1 de mayo de 2021 en UFC on ESPN: Reyes vs. Procházka. Ganó el combate por decisión unánime.
Se esperaba que se enfrentara a Uriah Hall el 7 de agosto de 2021 en UFC 265. Sin embargo, el 4 de junio de 2021, el combate con Hall fue trasladado para el 31 de julio de 2021 en UFC on ESPN: Hall vs. Strickland. Durante su campamento de entrenamiento en la preparación de este combate, tuvo un altercado físico con su compañero de entrenamiento Orlando Sanchez, a quien acusó de utilizar una sumisión que podría lesionarlo. Ganó el combate por decisión unánime.
Se esperaba que se enfrentara a Luke Rockhold el 6 de noviembre de 2021 en UFC 268. Sin embargo, el 11 de octubre Rockhold se retiró debido a una hernia discal.
Se enfrentó a Jack Hermansson el 5 de febrero de 2022 en UFC Fight Night: Hermansson vs. Strickland. Ganó el combate por decisión dividida. 21 de 21 medios de comunicación puntuaron el combate a favor de Strickland. El juez Sal D'Amato, que puntuó el combate 48-47 para Hermansson, recibió numerosas críticas por su puntuación.
Se esperaba que se enfrentara a Alex Pereira el 30 de julio de 2022 en UFC 277. Sin embargo, la promoción decidió trasladar el emparejamiento para el 2 de julio de 2022 en UFC 276. Perdió el combate por KO en el primer asalto.
Se esperaba que se enfrentara a Jared Cannonier el 15 de octubre de 2022 en UFC Fight Night: Grasso vs. Araújo. Sin embargo, el combate se canceló después de que se retirara debido a una infección en el dedo. El combate fue reprogramado para el 17 de diciembre de 2022 en UFC Fight Night: Cannonier vs. Strickland. Perdió el combate por decisión dividida.
Strickland enfrentó a Nassourdine Imavov el 14 de enero de 2023 en UFC Fight Night: Strickland vs. Imavov. Ganó el combate por decisión unánime.
Strickland enfrentó a Abusupiyan Magomedov el 1 de julio de 2023, en UFC on ESPN: Strickland vs. Magomedov. Ganó el combate por TKO en el segundo asalto. Esta victoria le valió el premio a la Actuación de la Noche.

#### Campeonato Mundial de peso medio de UFC
Strickland enfrentó a Israel Adesanya por el Campeonato de peso medio el 10 de septiembre de 2023, en UFC 293. Ganó el combate y el campeonato por decisión unánime.
Strickland hizo su primera defensa de su título contra Dricus du Plessis el 20 de enero de 2024, en UFC 297. Perdió la pelea por decisión dividida. Esta pelea lo hizo merecedor de su primer premio  la Pelea de la Noche.

#### Post campeónato
Strickland enfrentó a Paulo Costa el 1 de junio de 2024 en UFC 302. Ganó la pelea por decisión dividida.

## Estilo de pelea
Luchando en una postura notablemente erguida y ortodoxa. Sean Strickland se distingue por sus golpes defensivos. Esto es evidente en la estadística oficial de Defensa de golpes significativos de UFC, donde cuenta con una tasa de defensa del 65,4 %, la más alta entre los peleadores activos en la división de peso medio.
El comentarista de UFC Joe Rogan declaró con respecto a la defensa de Strickland: «Él entrena más que nadie en UFC y ponen un micrófono que mide cuántas veces te golpean. Le golpean menos que a nadie y tiene una defensa fenomenal».
Un elemento central del enfoque defensivo de Strickland es la incorporación del guardia Philly Shell, en referencia a la posición de la mano delantera en la parte inferior del torso y la mano trasera más cerca del costado de la cara. Esto le permite a Strickland luchar defensivamente, desviando golpes con su hombro elevado, así como parando golpes activamente y controlando patadas.
Ofensivamente, Strickland prefiere utilizar el boxeo en sus peleas. Él aplica presión caminando constantemente hacia adelante y obligando a sus oponentes a entrar en el rango de boxeo, en el que luego aplica golpes a menudo en volumen y seguidos de un derechazo cruzado.
Strickland generalmente aplica su lucha defensiva con gran efecto, con una alta estadística de defensa contra derribos del 84 %. Strickland puede buscar una posición superior para participar en terrenos y golpes poderosos.

## Campeonatos y logros
- Ultimate Fighting Championship
  - Campeonato de peso medio de UFC (una vez)[66]
  - Pelea de la noche (Una vez) vs. Dricus du Plessis[69]
  - Actuación de la noche (Tres veces) vs. Brendan Allen, Abuspiyan Magomedov e Israel Adesanya[40]
- King of the Cage
  - Campeonato de peso medio de KOTC (una vez)
    - Cinco defensas exitosas del título
- MMA Junkie
  - Luchador del año 2020[77]

- Sherdog
  - Luchador del año 2020[78]

## Récord en artes marciales mixtas
| Récord profesional | Récord profesional | Récord profesional |
| 35 peleas          | 29 victorias       | 7 derrotas         |
| ------------------ | ------------------ | ------------------ |
| Nocaut             | 11                 | 2                  |
| Sumisión           | 4                  | 0                  |
| Decisión           | 14                 | 5                  |

| Resultado | Récord | Oponente                  | Método                                 | Evento                                     | Fecha                   | Ronda | Tiempo | Localización            | Notas                                                                                                |
| --------- | ------ | ------------------------- | -------------------------------------- | ------------------------------------------ | ----------------------- | ----- | ------ | ----------------------- | --- |
| Derrota   | 29–7   | Dricus du Plessis         | Decisión (unánime)                     | UFC 312                                    | 8 de febrero de 2025    | 5     | 5:00   | Sídney                  | Por el Campeonato de Peso Medio de UFC.                                                              |
| Victoria  | 29–6   | Paulo Costa               | Decisión (dividida)                    | UFC 302                                    | 1 de junio de 2024      | 5     | 5:00   | Nueva Jersey            | |
| Derrota   | 28–6   | Dricus du Plessis         | Decisión (dividida)                    | UFC 297                                    | 20 de enero de 2024     | 5     | 5:00   | Toronto                 | Perdió el Campeonato de Peso Mediano de UFC. Pelea de la noche.                                      |
| Victoria  | 28–5   | Israel Adesanya           | Decisión (unánime)                     | UFC 293                                    | 9 de septiembre de 2023 | 5     | 5:00   | Sídney                  | Ganó el Campeonato de Peso Mediano de UFC. Actuación de la Noche.                                    |
| Victoria  | 27–5   | Abusupiyan Magomedov      | TKO (puñetazos)                        | UFC on ESPN: Strickland vs. Magomedov      | 1 de julio de 2023      | 2     | 4:20   | Las Vegas, Nevada       | Regreso al peso medio. Actuación de la Noche.                                                        |
| Victoria  | 26–5   | Nassourdine Imavov        | Decisión (unánime)                     | UFC Fight Night: Strickland vs. Imavov     | 14 de enero de 2023     | 5     | 5:00   | Las Vegas, Nevada       | Combate de peso semipesado.                                                                          |
| Derrota   | 25–5   | Jared Cannonier           | Decisión (dividida)                    | UFC Fight Night: Cannonier vs. Strickland  | 17 de diciembre de 2022 | 5     | 5:00   | Las Vegas, Nevada       | |
| Derrota   | 25–4   | Alex Pereira              | TKO (puñetazos)                        | UFC 276                                    | 2 de julio de 2022      | 1     | 2:36   | Las Vegas, Nevada       | |
| Victoria  | 25–3   | Jack Hermansson           | Decisión (dividida)                    | UFC Fight Night: Hermansson vs. Strickland | 6 de febrero de 2022    | 5     | 5:00   | Las Vegas, Nevada       | |
| Victoria  | 24–3   | Uriah Hall                | Decisión (unánime)                     | UFC on ESPN: Hall vs. Strickland           | 31 de julio de 2021     | 5     | 5:00   | Las Vegas, Nevada       | |
| Victoria  | 23–3   | Krzysztof Jotko           | Decisión (unánime)                     | UFC on ESPN: Reyes vs. Procházka           | 1 de mayo de 2021       | 3     | 5:00   | Las Vegas, Nevada       | |
| Victoria  | 22–3   | Brendan Allen             | TKO (puñetazos)                        | UFC Fight Night: Felder vs. dos Anjos      | 14 de noviembre de 2020 | 2     | 1:32   | Las Vegas, Nevada       | Combate de peso acordado (195 libras). Actuación de la Noche.                                        |
| Victoria  | 21–3   | Jack Marshman             | Decisión (unánime)                     | UFC Fight Night: Hall vs. Silva            | 31 de octubre de 2020   | 3     | 5:00   | Las Vegas, Nevada       | Regreso al peso medio; Marshman no ha cumplido con el peso (187.5 libras).                           |
| Victoria  | 20–3   | Nordine Taleb             | TKO (puñetazos)                        | UFC Fight Night: Volkan vs. Smith          | 27 de octubre de 2018   | 2     | 3:10   | Moncton                 | |
| Derrota   | 19–3   | Elizeu Zaleski dos Santos | TKO (patada giratoria y puñetazos)     | UFC 224                                    | 12 de mayo de 2018      | 1     | 3:40   | Río de Janeiro          | |
| Victoria  | 19–2   | Court McGee               | Decisión (unánime)                     | UFC Fight Night: Poirier vs. Pettis        | 11 de noviembre de 2017 | 3     | 5:00   | Norfolk, Virginia       | Anunciado originalmente como un empate mayoritario debido a un error de cálculo en las puntuaciones. |
| Derrota   | 18–2   | Kamaru Usman              | Decisión (unánime)                     | UFC 210                                    | 8 de abril de 2017      | 3     | 5:00   | Búfalo, Nueva York      | |
| Victoria  | 18–1   | Tom Breese                | Decisión (dividida)                    | UFC 199                                    | 4 de junio de 2016      | 3     | 5:00   | Inglewood, California   | |
| Victoria  | 17–1   | Alex Garcia               | KO (puñetazos)                         | UFC Fight Night: Cerrone vs. Oliveira      | 21 de febrero de 2016   | 3     | 4:25   | Pittsburgh, Pensilvania | |
| Victoria  | 16–1   | Igor Araújo               | Decisión (unánime)                     | UFC Fight Night: Mir vs. Duffee            | 15 de julio de 2015     | 3     | 5:00   | San Diego, California   | |
| Derrota   | 15–1   | Santiago Ponzinibbio      | Decisión (unánime)                     | UFC Fight Night: Bigfoot vs. Mir           | 22 de febrero de 2015   | 3     | 5:00   | Porto Alegre            | Debut en el peso wélter.                                                                             |
| Victoria  | 15–0   | Luke Barnatt              | Decisión (dividida)                    | UFC Fight Night: Muñoz vs. Mousasi         | 31 de mayo de 2014      | 3     | 5:00   | Berlín                  | |
| Victoria  | 14–0   | Bubba McDaniel            | Sumisión (estrangulamiento por detrás) | UFC 171                                    | 15 de marzo de 2014     | 1     | 4:33   | Dallas, Texas           | |
| Victoria  | 13–0   | Matt Lagler               | TKO (puñetazos)                        | KOTC: Split Decision                       | 29 de agosto de 2013    | 1     | 4:59   | Highland, California    | Defendió el Campeonato de Peso Medio del KOTC.                                                       |
| Victoria  | 12–0   | Yusuke Sakashita          | Decisión (unánime)                     | KOTC: Worldwide                            | 5 de julio de 2013      | 5     | 5:00   | Manila                  | Defendió el Campeonato de Peso Medio del KOTC.                                                       |
| Victoria  | 11–0   | Bill Albrecht             | KO (puñetazo)                          | KOTC: Restitution                          | 7 de febrero de 2013    | 1     | 2:41   | Los Ángeles, California | Defendió el Campeonato de Peso Medio del KOTC.                                                       |
| Victoria  | 10–0   | Josh Bryant               | Decisión (dividida)                    | KOTC: Unification                          | 9 de diciembre de 2012  | 3     | 5:00   | Highland, California    | Defendió el Campeonato de Peso Medio del KOTC.                                                       |
| Victoria  | 9–0    | Brandon Hunt              | TKO (puñetazos)                        | KOTC: Hardcore                             | 26 de abril de 2012     | 1     | 3:24   | Highland, California    | Defendió el Campeonato de Peso Medio del KOTC.                                                       |
| Victoria  | 8–0    | Brandon Hunt              | TKO (puñetazos)                        | KOTC: Steel Curtain                        | 17 de diciembre de 2011 | 1     | 3:48   | Norman, Oklahoma        | Ganó el Campeonato de Peso Medio del KOTC.                                                           |
| Victoria  | 7–0    | Brett Sbardella           | KO (puñetazos)                         | KOTC: Demolition                           | 6 de agosto de 2011     | 1     | 1:03   | Walker, Minnesota       | |
| Victoria  | 6–0    | Donavin Hawkey            | Sumisión (estrangulamiento por detrás) | KOTC: Platinum                             | 25 de noviembre de 2010 | 1     | 1:21   | Durban                  | |
| Victoria  | 5–0    | Adriel Montes             | TKO (puñetazos)                        | KOTC: Underground 63                       | 2 de octubre de 2010    | 2     | 1:05   | Laughlin, Nevada        | |
| Victoria  | 4–0    | George Interiano          | Decisión (unánime)                     | LBFN 7: Long Beach Fight Night 7           | 3 de enero de 2010      | 3     | 5:00   | Long Beach, California  | |
| Victoria  | 3–0    | William Wheeler           | Sumisión (estrangulamiento por detrás) | KOTC: Jolted                               | 3 de octubre de 2009    | 1     | 1:55   | Laughlin, Nevada        | |
| Victoria  | 2–0    | Brandon Ellsworth         | TKO (puñetazos)                        | KOTC: Last Resort                          | 14 de marzo de 2009     | 1     | 2:28   | Laughlin, Nevada        | |
| Victoria  | 1–0    | Tyler Pottett             | Sumisión (estrangulamiento por detrás) | KOTC: Protege                              | 22 de marzo de 2008     | 2     | 1:53   | Laughlin, Nevada        | |